# Municipio de Scott (condado de Mahaska)
El municipio de Scott (en inglés: Scott Township) es un municipio ubicado en el condado de Mahaska en el estado estadounidense de Iowa. En el año 2010 tenía una población de 412 habitantes y una densidad poblacional de 5,15 personas por km².

## Geografía
El municipio de Scott se encuentra ubicado en las coordenadas 41°17′39″N 92°48′22″O / 41.29417, -92.80611. Según la Oficina del Censo de los Estados Unidos, el municipio tiene una superficie total de 80.05 km², de la cual 78,2 km² corresponden a tierra firme y (2,31 %) 1,85 km² es agua.

## Demografía
Según el censo de 2010, había 412 personas residiendo en el municipio de Scott. La densidad de población era de 5,15 hab./km². De los 412 habitantes, el municipio de Scott estaba compuesto por el 98,3 % blancos, el 0,24 % eran afroamericanos, el 0,73 % eran asiáticos, el 0,24 % eran isleños del Pacífico y el 0,49 % eran de una mezcla de razas. Del total de la población el 0,73 % eran hispanos o latinos de cualquier raza.